# Frost (Teksas)
Frost – miasto w Stanach Zjednoczonych, w stanie Teksas, w hrabstwie Navarro.